# Furacão Camille
O Furacão Camille foi um poderoso, mortal e destrutivo ciclone tropical que se tornou o segundo furacão do Atlântico Norte mais intenso já registrado a atingir os Estados Unidos (atrás do "Furacão do Dia do Trabalho de 1935"). O furacão Camille é um dos únicos quatro ciclones tropicais que adentraram o solo dos Estados Unidos em categoria 5, desde o começo dos registros oficiais.

## Impacto

### Estados Unidos
Camille causou no total 259 mortes e prejuízos de 1,42 bilhões de dólares. Afetando os Estados de Alabama, Mississippi, Louisiana, e os Estados da Região Sul dos Estados Unidos.
Ao total, 8.931 pessoas ficaram desabrigadas, 5.662 casas foram completamente destruídas, e 13.915 casas sofreram algum dano importante.